# Xã Henry, Quận Van Buren, Iowa
Xã Henry (tiếng Anh: Henry Township) là một xã thuộc quận Van Buren, tiểu bang Iowa, Hoa Kỳ. Năm 2010, dân số của xã này là 164 người.